# Nino Bizzarri
Nino Bizzarri (Roma, 1954) è un regista e sceneggiatore italiano.

## Biografia
Dopo gli studi di architettura, ha collaborato a riviste specializzate quali Rivista del cinematografo e Ombre rosse. Inizia la sua carriera nel 1974 come assistente alla regia di Roberto Rossellini con Anno uno. Ha scritto e diretto diversi film (mediometraggi, lungometraggi e documentari) sia per la televisione che per il cinema, tra cui: Cantar di tempi oscuri (1978), La seconda notte (1986),  Fiori di siepe (1988), Segno di fuoco (1991), Correre contro (1996) e Quando una donna non dorme (1999-2000). Dal 1997 ha realizzato documentari tra cui: Rossellini sotto il vulcano, Per Yves Montand, L'anima in luce, Dov'è la fenice, Maschere, L'arte di Carolyn Carlson, Piccolo sole, vita e morte di Henri Crolla, Ombre Lucenti e L'uomo segreto.

## Filmografia

### Regia e sceneggiatura

#### Cinema
- La seconda notte (1986)
- Segno di fuoco (1991)
- Quando una donna non dorme (2000)

#### Televisione
- Cantar di tempi oscuri - mediometraggio (1978)
- Fiori di siepe - documentario (1988)
- Rossellini sotto il vulcano - documentario (1998)
- L'anima in luce - documentario (2001)
- Per Yves Montand - documentario (2002)
- L'uomo segreto - documentario (2003)
- Dov'è la fenice - documentario (2003)
- L'arte di Carolyn Carlson - documentario (2004)
- Bussotti - documentario (2004)
- Piccolo sole, vita e morte di Henri Crolla - documentario (2005)
- Vedere Trieste - documentario (2006)
- Maschere - documentario (2006)
- Ombre Lucenti,  - documentario (2007)
- Ritorno nella terra di Piero - documentario (2008)
- Alida ha gli occhi azzurri - documentario (2009)
- Piccola introduzione a Buzzati - documentario (2010)
- Nulla va perduto - documentario (2010)
- L'uomo senza dimora - documentario (2011)
- La casa delle bambine che non mangiano - documentario (2012)
- Il sorriso dello strano visitatore - film lungumetraggio (2013)
- I libri sono desideri tre cortometraggi (2014)
- Arturo Benedetti Michelangeli - documentario (2016)
- Io sono fatto di musica - documentario (2018)
- Our Brilliant Saint - docu-serie (2021-22)

### Sceneggiatore
- Correre contro, regia di Antonio Tibaldi - film TV (1996)